# Pressione nominale
La pressione nominale (simbolo PN) è una scala di valore nominale nata nella normativa francese e estesa alla normativa europea che si riferisce alla pressione interna ammissibile (espressa in bar) di un componente meccanico per una temperatura di 20 °C. Essa fornisce un'informazione sulle dimensioni di componenti meccanici come bulloni, elementi tubazione (tubi, flange, valvole, pezzi speciali ecc.), e apparecchiature (serbatoi), una volta noto il diametro nominale. La serie PN segue approssimativamente la serie di Rénard con ragione 5 (serie R5):
{\displaystyle PN_{i+1}=PN_{i}\times {\sqrt[{5}]{10}}}
I valori della serie non corrispondono alla massima pressione ammissibile: piuttosto tendono ai valori espressi in kg/cm2 della pressione effettiva.

## Normativa italiana
Secondo il decreto ministeriale LL.PP. 12.12.1985 e la circolare del ministero LL.PP. 20.03.1986 n. 27291, la pressione nominale è definita come la somma dei 
- pressione di esercizio massima (Pa): massimo valore della pressione p che si può verificare in asse alle tubazioni per il più gravoso funzionamento idraulico del sistema, compreso le eventuali sovrapressioni Δp determinate da prevedibili condizioni di esercizio, anche se conseguenti a transitori (in particolare a colpo d'ariete);
- pressione equivalente (Po):  Specialmente nei tubi di grande diametro, insorgono delle tensioni di trazione non connesse con l'esercizio idraulico del sistema, come il carico del terreno, le condizioni di appoggio, i sovraccarichi esterni (dinamici e statici), le variazioni termiche e le altre eventuali azioni incluse quelle sismiche. Si definisce pressione equivalente la pressione assiale che conferisce al tubo tensioni di trazioni massime uguali a quelle determinate in base alle specifiche condizioni sopraindicate.

Qualora il valore della pressione equivalente risulta notevolmente ridotto rispetto a quello della pressione di esercizio, in luogo di PN si può considerare il solo valore di Pa.

## Classificazione PN
Le norme UNI 1283 e UNI ISO 7268 definiscono la PN per componenti di tubazioni, che costituisce l'elemento base per la scelta della serie o classe di tubi, dei giunti (es. flange), dei pezzi speciali costituenti le tubazioni e dei relativi accessori (es. apparecchiature idrauliche) destinate all'esercizio di una condotta in pressione.
Nella norma UNI EN 1333 è stata eliminata la correlazione tra PN e pressione nominale in quanto ritenuta fuorviante.
La classificazione PN quindi coinvolge sia caratteristiche meccaniche che dimensionali; le lettere PN sono seguite da un valore numerico adimensionale.
Il valore numerico che segue il PN non rappresenta un valore di alcuna grandezza fisica in una certa unità di misura (per esempio, NON rappresenta il valore in bar della pressione interna nominale corrispondente a 20 °C) e non deve essere utilizzato per il calcolo tranne dove specificato nella norma.
Nomimal Pressure for pipe components. La norma ISO 14723:2009 (cui è identica la API 6DSS: Petroleum and natural gas
industries - Pipeline transportation systems - Subsea pipeline valves) confronta la PN con la Classe ANSI, secondo la seguente tabella:
| PN    | ANSI     |
| ----- | -------- |
| PN2,5 |          |
| PN6   |          |
| PN10  |          |
| PN16  |          |
| PN20  | ANSI150  |
| PN25  |          |
| PN40  |          |
| PN50  | ANSI300  |
| PN64  | ANSI400  |
| PN100 | ANSI600  |
| PN150 | ANSI900  |
| PN160 |          |
| PN250 | ANSI1500 |
| PN320 |          |
| PN400 |          |
| PN420 | ANSI2500 |

## Normativa UNI EN
La UNI EN 805 stabilisce una nuova terminologia per classificare le pressioni dei componenti idraulici (tubazioni, apparecchiature, ecc.) nello specifico sostituisce il concetto di PN con quello di PFA.

Con la UNI EN 805 la pressione espressa in PN, nelle condotte per il trasporto dell'acqua, è stata sostituita con la pressione espressa in PFA, PMA, PEA
- La PFA (da Pression de Fonctionnement Admissible) - Pressione di funzionamento ammissibile è la massima pressione idrostatica interna, al netto del valore del colpo d'ariete, che un componente idraulico (tubo, valvola, ecc.) è in grado di sopportare, in modo continuo, in esercizio
- La PMA (da Pression Maximale Admissible) - Pressione massima ammissibile è la pressione interna massima occasionale, comprensiva pertanto dell'aliquota del colpo d'ariete, che un componente idraulico (tubo, valvola, ecc.) è in grado di sopportare in esercizio in modo sicuro
- La PEA (da Pression d'Epreuve Admissible) - Pressione di prova ammissibile è la pressione idrostatica massima che può sopportare un nuovo componente idraulico (tubo, valvola) installato per un periodo relativamente breve (tempo di prova) per assicurare l'integrità e la tenuta del componente idraulico.

A ciascun valore di PN = PFA sono associati i relativi valori di PMA e PEA secondo la seguente tabella:
| PN | PFA | PMA | PEA |
| 6  | 6   | 8   | 12  |
| 10 | 10  | 12  | 17  |
| 16 | 16  | 20  | 25  |
| 25 | 25  | 30  | 35  |

Nel caso di condotte per il trasporto del gas la UNI EN 1555-3 sostituisce la pressione espressa in PN con quella espressa in MOP dove:
- La MOP (da Maximum Operating Pressure) - Massima pressione operativa è la massima pressione del gas nella condotta in uso continuo.

Il valore della PEA viene maggiorata rispetto a quello della PMA poiché, durante le prove in stabilimento dei componenti idraulici, le pressioni sono applicate esclusivamente in maniera statica e pertanto tale maggiorazione permette di tenere in conto anche l'effetto dinamico (effetti impulsivi) di alcune sollecitazioni quali il colpo d'ariete.

### Riferimenti normativi
- UNI ISO 7268:1983 - Pipe components - Definition of nominal pressure
- D.M. LL.PP. 12.12.1985 - Norme tecniche per le tubazioni
- Circolare Ministero LL.PP. 20.03.1986 n. 27291 - Istruzioni relative alla normativa per le tubazioni
- UNI EN 805:2002 - Approvvigionamento di acqua - Requisiti per sistemi e componenti all'esterno di edifici
- UNI EN 1333:2007 - Flange e loro giunzioni - Componenti di reti di tubazioni - Definizione e selezione del PN
- ISO 14723:2009 (cui è identica la API 6DSS: Petroleum and natural gas industries - Pipeline transportation systems - Subsea pipeline valves)
- UNI EN 1555-3 - Sistemi di tubazioni di materia plastica per la distribuzione di gas combustibili - polietilene (PE) - Parte 3: Raccordi